# FED Cup 1997
La FED Cup 1997 est la 1re édition de la FED Cup en football américain.

## Clubs participants
- Flash de La Courneuve  France
- Gladiateurs de Rome  Italie
- Berne Grizzlies  Suisse

## Calendrier / Résultats

### Demi-finales
- 20 avril 1997 :

Grizzlies 0-48 Flash
Gladiateurs -

### Finale
- 1997 :

Flash 28-7 Gladiateurs

## Sources
- (fr) Elitefoot
- (de) www.safv.ch